# Манагуа
Мана́ґуа або Леа́ль-Ві́лья-де-Сантья́ґо-де-Мана́ґуа (ісп. Managua, Leal Villa de Santiago de Managua) — столиця Нікарагуа. Лежить у західній частині країни за 45 км від Тихого океану на південному березі однойменного озера на висоті 50 метрів над рівнем моря. Цей мальовничий район із численними озерами й вулканами відрізняється дуже спекотним кліматом. Місто утворює самостійну адміністративну одиницю: національний округ Манагуа, населення якого становить близько 1 723 000 жителів.
Столиця є одночасно найбільшим містом країни, його головним адміністративним і торговим центром, а також великим транспортним вузлом на Панамериканському шосе. Тут розвинені текстильні, харчові, хімічні, шкіряно-взуттєві, цементні, фармацевтична галузі промисловості. Є міжнародний аеропорт.
У Манагуа перебуває Центральноамериканський університет (1961), Політехнічний університет Нікарагуа (1968, статус університету 1976), Національний автономний університет Нікарагуа (1982), Національний інженерний університет (1983), Американський університет (1992), Католицький університет Нікарагуа (1992), а також кілька медичних та економічних вишів. Серед визначних пам'яток: Палац Республіки й пам'ятник Рубену Даріо — знаменитому поетові Нікарагуа.

## Історія
Перше поселення на місці столиці заснували іспанці в XVI столітті, а 1846 року Манагуа одержало статус міста. З 1858 року це столиця Республіки Нікарагуа. Цікавим є той факт, що столицею місто було призначено для того, щоб покласти кінець боротьбі за першість між двома найбільшими містами Нікарагуа — Леоном і Гранадою. 1876 року місто було повністю затоплено повінню, а 1931 року дуже постраждало від сильного землетрусу і пожежі. Після чергового руйнівного землетрусу 1972 року діловий центр міста був заново побудований за 10 км на північний захід від колишнього центру міста.

## Розташування
Манагуа розташовано в південно-західній частині Нікарагуа, у тихоокеанській зоні (ісп.: Zona del Pacífico de Nicaragua) у долині, яка тягнеться від С'єррас-де-Манагуа на півдні до озера Манагуа на півночі. Окрім озера Манагуа на території міста є ще декілька невеликих озер (чи лагун): Тискапа (0,4 км²) на північному сході, де створено природний заповідник. На заході Асососка, де також створено заповідник, Нехапа розташована далі на південь, і на північному сході Акахуалінка. Єдина панівна точка Манагуа 150-метровий пагорб Лома де Тіскапа.

## Клімат
Манагуа розташовано у зоні тропічного теплого та вологого клімату саван. Середньорічна температура +27,3 °C. Сезон опадів триває з травня по грудень, інші місяці дуже посушливі. Середньорічна кількість опадів — 1204 мм.
| Клімат Манагуа                                                                  | Клімат Манагуа | Клімат Манагуа | Клімат Манагуа | Клімат Манагуа | Клімат Манагуа | Клімат Манагуа | Клімат Манагуа | Клімат Манагуа | Клімат Манагуа | Клімат Манагуа | Клімат Манагуа | Клімат Манагуа | Клімат Манагуа |
| Показник                                                                        | Січ.           | Лют.           | Бер.           | Квіт.          | Трав.          | Черв.          | Лип.           | Серп.          | Вер.           | Жовт.          | Лист.          | Груд.          | Рік            |
| Абсолютний максимум, °C                                                         | 37,0           | 37,1           | 37,8           | 38,5           | 38,5           | 37,5           | 39,2           | 35,7           | 36,5           | 36,6           | 35,4           | 36,2           | 39,2           |
| Середній максимум, °C                                                           | 31,0           | 32,1           | 33,6           | 34,3           | 34,0           | 31,4           | 30,9           | 31,4           | 30,3           | 30,8           | 30,6           | 30,8           | 31,8           |
| Середня температура, °C                                                         | 26,3           | 27,2           | 28,5           | 29,3           | 29,3           | 27,2           | 26,8           | 27,2           | 26,8           | 26,5           | 26,3           | 26,2           | 27,3           |
| Середній мінімум, °C                                                            | 20,4           | 20,6           | 21,7           | 22,6           | 23,4           | 23,0           | 22,6           | 22,4           | 22,2           | 22,1           | 20,9           | 20,0           | 21,8           |
| Абсолютний мінімум, °C                                                          | 15,0           | 15,2           | 17,2           | 19,0           | 16,0           | 20,0           | 20,0           | 19,0           | 15,0           | 17,0           | 15,0           | 16,2           | 15,0           |
| Норма опадів, мм                                                                | 9              | 5              | 3              | 8              | 130            | 224            | 144            | 136            | 215            | 280            | 42             | 8              | 1204           |
| Вологість повітря, %                                                            | 69             | 64             | 62             | 61             | 70             | 80             | 79             | 81             | 82             | 83             | 78             | 73             | 73             |
| ------------------------------------------------------------------------------- | -------------- | -------------- | -------------- | -------------- | -------------- | -------------- | -------------- | -------------- | -------------- | -------------- | -------------- | -------------- | -------------- |
| Джерело: Klimatafel von Managua (Int. Flugh.) / NicaraguaManagua / Meteo Climat |                |                |                |                |                |                |                |                |                |                |                |                |                |

## Адміністративний поділ
Муніципалітет Манагуа ділиться на 7 районів, при цьому в районі І зосереджені всі центральні установи столиці. Водночас Манагуа — є адміністративним центром Дераптаменту Манагуа до складу якого входить 9 муніципалітетів.
Манагуа є центром Міської агломерації Манагуа, яка також називається Велика Манагуа, або Міським регіоном Манагуа. До складу Міської агломерації Манагуа входить 9 муніципалітетів Департаменту Манагуа, а також 30 муніципалітетів інших департаментів Нікарагуа: 4 — Гранади, 8 — Карасо, 9 — Масайя.

## Назва
Назва Манагуа походить від фрази «Мага-ахуак» (Mana-ahuac) атцекської мови науатль, що означає «близький до води» чи «оточений водою». Протягом своєї історії місто мало ряд назв, а саме
- Леал Вілла-де-Сантьяго-де-Манагуа, Leal Villa de Santiago de Managua (ісп.)
- Сантьяго-де-Манагуа, Santiago de Managua ісп.)

## Населення
Муніципалітет Манагуа 985 тис. 143 чол (оцінка на 2009 рік)
Велике Манагуа 1 млн 976 тис. чол (оцінка на 2005 рік)

## Транспорт
Міський транспорт Манагуа преодставлений автобусами та таксі.
Міжміські перевезення здійснюються з допомогою автобусів ТрансНіка (TransNica) та Тікабус (TicaBus).
У місті Манагуа працює Міжнародний аеропорт Аугусто С. Сандіно.

## Музеї
- Музей Гуеллас-дн Акахуалінка (Museo Sitio Huellas de Acahualinca)
- Національний музей Нікарагуа (Museo Nacional de Nicaragua «Dioclesiano Chaves»)
- Будинок-музей команданте Хуліо Буітраго (Casa Museo «Comandante Julio Buitrago»)
- Художня збірка Центрального банку Нікарагуа (Colección Artística Banco Central de Nicaragua)
- Будинок-музей Ас'єнда Сан-Хасинто (Museo Casa Hacienda San Jacinto)
- Екологічний музейтропіків (Museo Ecológico de Trópico Seco)
- Музей фауни (Museo de la Fauna)
- Музей екології та культури доколумбових індійців (Centro Ecológico y Cultural Salvador Cardenal)
- Муніципальний музей Тікуантепе (Museo Municipal de Ticuantepe)
- Музей ліквідації безграмотності в Нікарагуа (Tren Cultural de la Alfabetización)
- Музей сандиністської революції (Museo de la Victoria Sandinista 1979—2009)

## Пам'ятки
- Площа революції (Plaza de la Revolución)
- Столичний кафедральний собор Непорочного зачаття в Манагуа (Catedral Metropolitana de Managua)
- Старий кафедральний собор Сантьяго в Манагуа (Antigua Catedral de Managua или Vieja Catedral de Managua)
- Ла-Лома — старий президентський палац (La Loma)
- Палац культури (Palacio de la Cultura)
- Національний театр Рубена Даріо (Teatro Nacional Rubén Darío)
- Бібліотека доктора Роберто Баркеро (Biblioteca Dr. Roberto Incer Barquero)
- Головний Національний архів (Archivo General de la Nación)
- Національний автономний університет Нікарагуа (Universidad Nacional Autónoma de Nicaragua)
- Центральноамериканський університет (La Universidad Centroamericana)
- Національний стадіон «Денніс Мартінес» (Estadio Nacional Dennis Martínez)
- Національний ботанічний сад Хуана Баутіста Саласа (Arboretum Nacional Juan Bautista Salas)
- Природний заповідник Лагуна де Асососка (Reserva Natural Laguna de Asososca)
- Природний заповідник Лагуна де Тіскапа (Reserva Natural Laguna de Tiscapa)
- Ринок Роберто Уембес (Mercado Roberto Huembes)
- Історичний цвинтар Сан-Педро (Cementerio San Pedro)
- Пам'ятник петрогліфів «Галлина» (Sitio arqueológico «La Gallina»)

## Уродженці
- Б'янка Джаггер (* 1945) — нікарагуанська та британська правозахисниця, адвокат. Колишня дружина рок-музиканта Міка Джаггера.

## Галерея

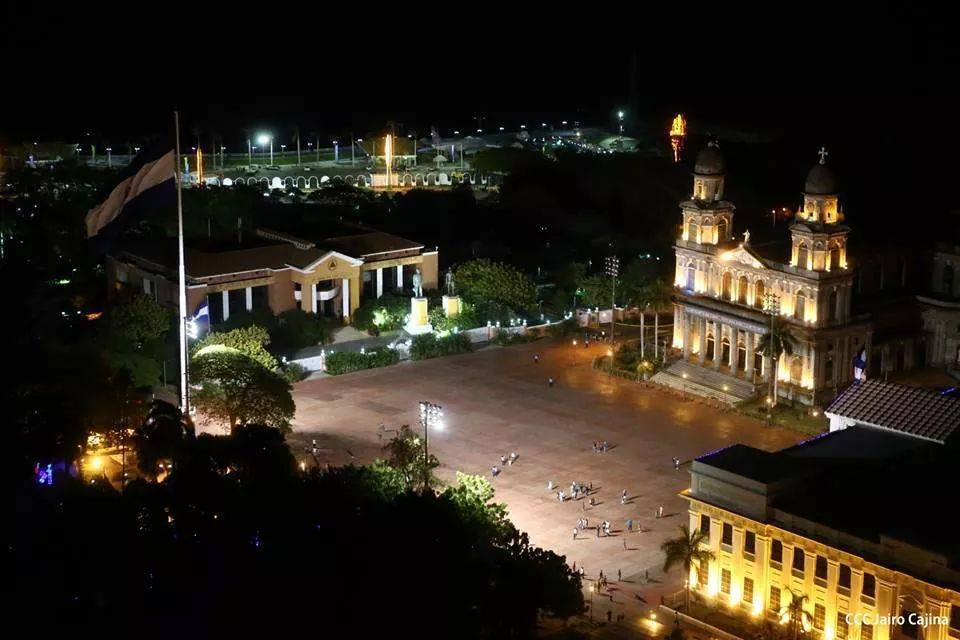
Площа Революції вночі
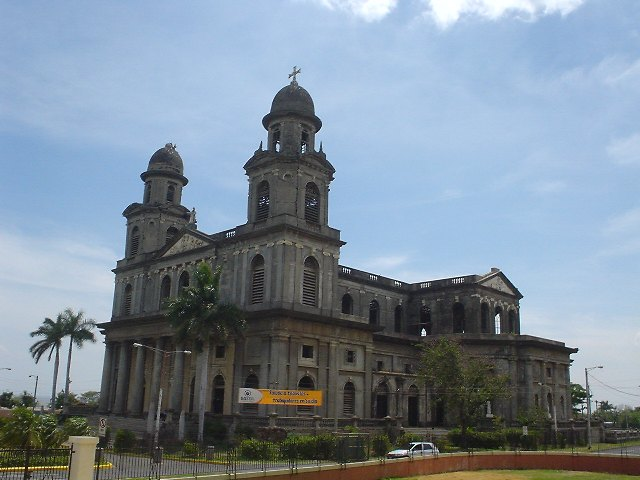
Собор
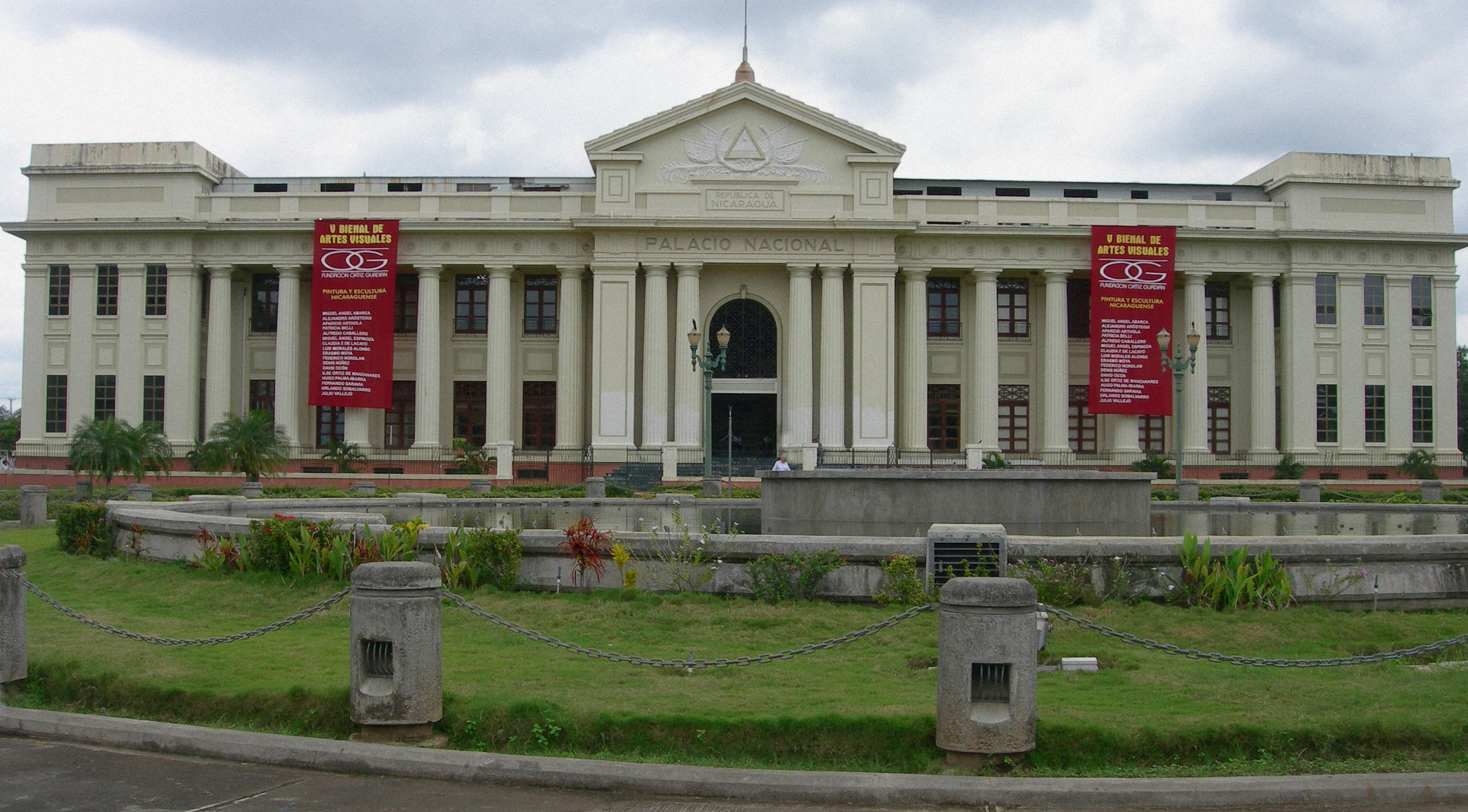
Національний палац
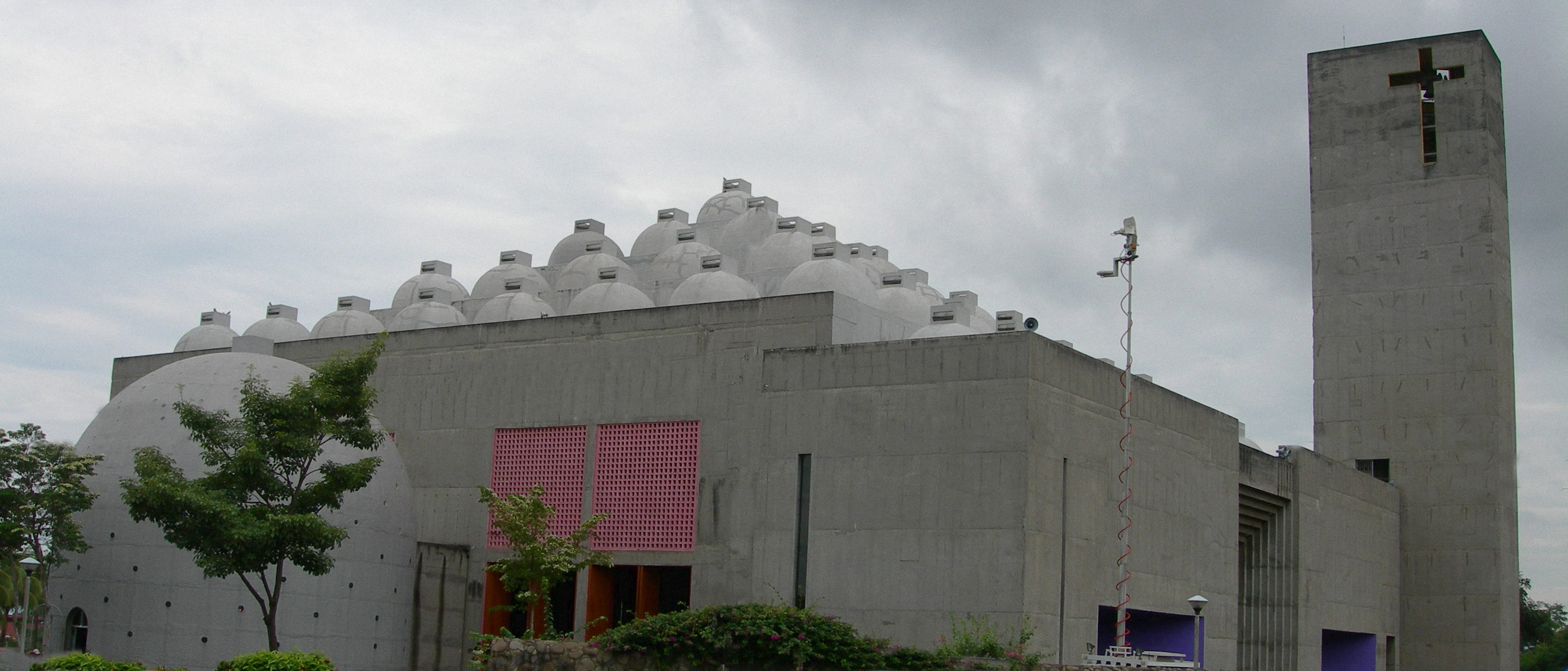
Новий собор
Політехнічний університет Нікарагуа
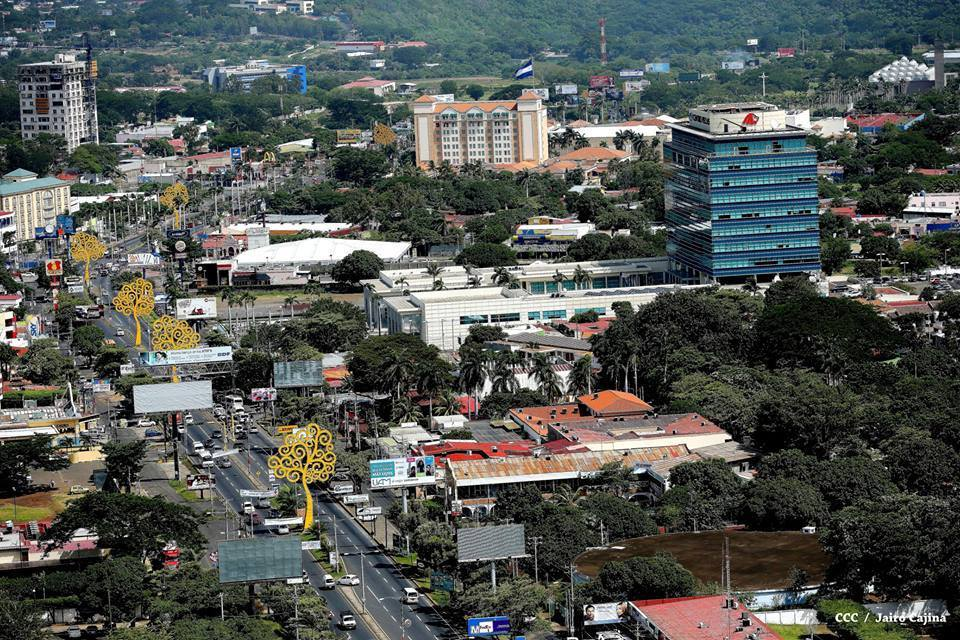
Діловий центр міста
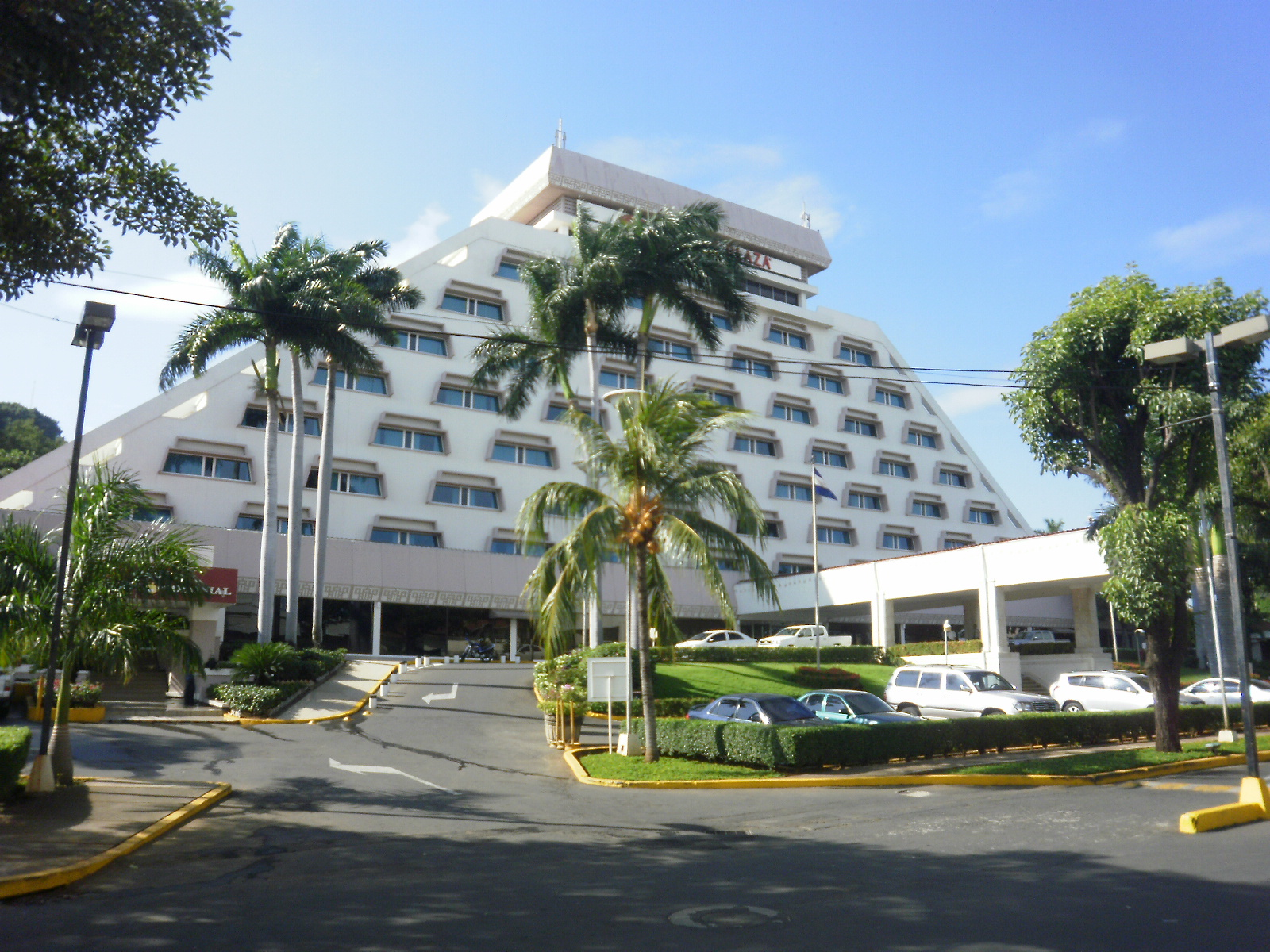
Готель «Crowne Plaza»